# Дубровицы (Переславский район)
Дубровицы — село в Переславском районе Ярославской области при речке Глуховке.
Постоянное население на 1 января 2007 года 316 человек.

## История
По писцовым книгам 1628—1629 года село Дубровицы значится за разными помещиками; по переписным книгам 1678 года оно также оказывается разделённым на жеребьи. Один жеребий принадлежал стряпчему Ивану Дорофееву Рудакову, другой жеребий принадлежал стольнику Кириллу Аристархову Яковлеву, третий жеребий принадлежал стольнику Ивану Фёдорову Полтеву.
Церковь Николая Чудотворца существовала здесь уже в 1628 году. В 1695 году эта церковь на средства местного помещика Михаила Иванова Поливанова была перестроена и освящена также во имя святого Николая Чудотворца.
Вместо деревянной церкви в 1796 году на средства помещиков Константина Михайлова Поливанова и Ивана Дмитриева Дурова начат постройкою каменный храм; постройка окончена в начале XIX столетия. Главный престол был освящён во имя святого Николая Чудотворца, а придел во имя святого благоверного князя Феодора и чад его Давида и Константина.
В XVIII веке тут существовала другая деревянная церковь в честь Казанской иконы Божией Матери. Когда перестроена была эта церковь, с точностью неизвестно, но не ранее 1648 года, потому что только в этом году царь Алексей Михайлович повелел праздновать Казанской иконе Божией Матери во всём царстве русском.
В 1776—1781 годах, с благословения преосвященного Антония, епископа Переславского, на средства помещика Ивана Иванова Рудакова вместо деревянной церкви устроен каменный храм в честь той же иконы Божией Матери. Ранее 1799 года к этой церкви с западной стороны пристроен придел в честь Успения Божией Матери.
В селе Дубровицах с 1870 года была земская народная школа.

## Население
| 1859 | 1905 |
| ---- | ---- |
| 457  | 483  |

| 1859 | 1905 | 1926 | 2007 | 2010 |
| ---- | ---- | ---- | ---- | ---- |
| 457  | ↗483 | ↗620 | ↘316 | ↘257 |